# Pedro Vian

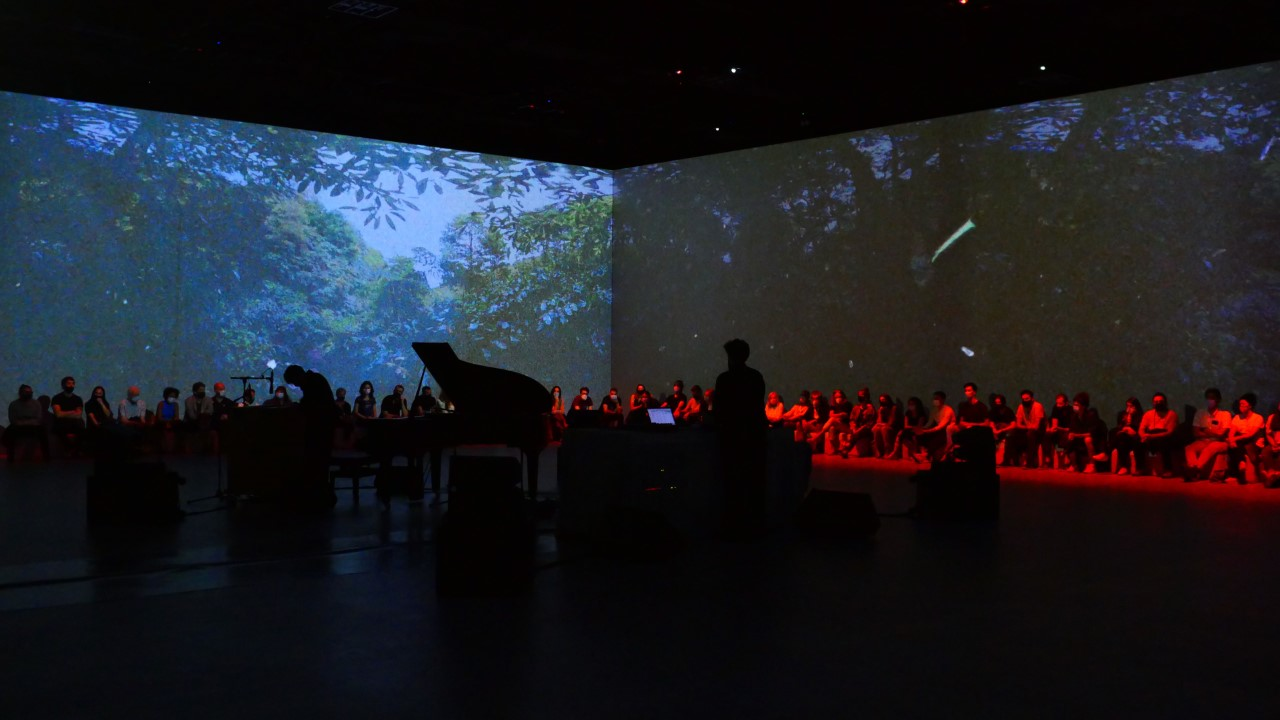
Pedro Vian y Raül Refree en un concierto en Sónar (2021)

Pedro Vian es un músico y productor de música electrónica catalán, nacido en Barcelona, especializado en música experimental y fundador de la discográfica Modern Obscure Music, en la que ha publicado a artistas tan dispares como Ryuichi Sakamoto, Eiko Ishibashi, Nicolas Godin, Actress o la compositora estadounidense Laurie Spiegel.
Su música ha recibido críticas favorables de medios internacionales como The Quietus, Pitchfork,The Wire y Gonzo Circus. En 2016 publicó su álbum debut “Beautiful things you left us for memories” que fue nombrado mejor disco del año por la revista DJMag. Sus producciones han sido remezcladas por Inga Copeland, Eric Copeland, Pye Corner Audio, Hieroglyphic Being y Cardopusher.
Pedro Vian, entre otros, ha colaborado con el trompetista Pierre Bastien, el multinstrumentista Raul Refree, el músico japonés Merzbow, Maalem Najib Soudani y Carla Perez Vas, cantante de la banda Mourn. También ha actuado en distintas ocasiones en festivales y salas como Café Oto en Londres, Sónar, C2C Festival en Torino, Primavera Sound, o FiB además de ofrecer actuaciones como DJ en clubs alrededor del mundo, especialmente en Japón, EE. UU. y Europa. Su disco Ibillorca fue grabado en su totalidad en el museo Hethem de Zaandam, Holanda, durante una residencia artística que duró tres meses.
Pedro Vian es el coautor del proyecto global e interdisciplinar PRSNT, una iniciativa que reflexiona sobre la relación entre la música y la capacidad de atención en la era digital. El proyecto surge como una respuesta al impacto del consumo inmediato en la música, evidenciado por la tendencia de los oyentes a cambiar de canción en los primeros 30 segundos de reproducción.
PRSNT se materializa en un álbum compuesto por 12 canciones de 32 segundos de duración, cada una acompañada por un videoclip dirigido por un realizador diferente. Estos 12 cortometrajes exploran distintas perspectivas sobre el consumo acelerado y la influencia de la tecnología en nuestras acciones diarias.
Las grabaciones audiovisuales se llevaron a cabo en ciudades como Nueva York, Berlín, Barcelona, Madrid, París y Mallorca, reuniendo la visión de artistas de diversas disciplinas. En el proyecto han participado creadores como Wolfgang Tillmans, Shumon Bazar, Rashad Becker, François J. Bonnet, Joel Meyerowitz, Juergen Teller, Nobuyoshi Araki, Jack Davison, Alessandra Sanguinetti y Lucrecia Dalt, entre otros. El proyecto ganó el oro en los Premios Laus.

## Discografía destacada
- "Dancing Hindus" EP (2014, Modern Obscure Music)
- "Black Toms" EP (2015, Modern Obscure Music)
- "Beautiful things you left us for memories" LP (2016, Modern Obscure Music)
- "Pedro Vian" LP (2019, Modern Obscure Music)
- "Ibillorca" LP [15] (2020, Modern Obscure Music)
- "Cascades" LP [16] junto a Daniele Mana (2020, Modern Obscure Music)
- "PRSNT" Compilación (2021, Modern Obscure Music)
- "Font de la Vera Pau" LP [17] junto a Raül Refree[18] (2023, Modern Obscure Music)
- "Random and emblematic: The sound of space" Compilación (2023, Modern Obscure Music)
- "Earth, Our Planet?" LP [19] (2024, Modern Obscure Music)
- "Inside Richard Serra Sculptures" LP [20] junto a Merzbow (2024, Modern Obscure Music)
- "Mogador" LP [21] junto a Maalem Najib Soudani (2025, Modern Obscure Music)
- "Invictam" de Olivia Font LP Producción (2025, Modern Obscure Music)
- "A Wheel on Mani"LP junto a Merzbow (2025, Modern Obscure Music)

## Música para películas y exposiciones
- "La poesía sólo muere cuando termina",[23] dirigida por Adelaida Lamas (2017)
- "Fuga",[24] dirigida por Àlex Sardà (2021)
- "Peter Lindbergh: Untold Stories",[25] dirigida por Martin Salvador (2021)
- "Steven Meisel 1993. A Year in Photographs",[26] dirigida por Martin Salvador (2022)
- "An audiovisual poem inspired by Bob Marley", dirigida por Nacho Torra (2022)
- "March of Time",[27] dirigida por Pedro Maia (2023)
- "Coldplay in Naploli", dirigida por Stillz (2024)
- "Sistema de Creencias: Constelación"[28] de Arale Reartes (2025)